# Vignobles de la côte chalonnaise

Les vignobles de la côte chalonnaise et des côtes du Couchois.

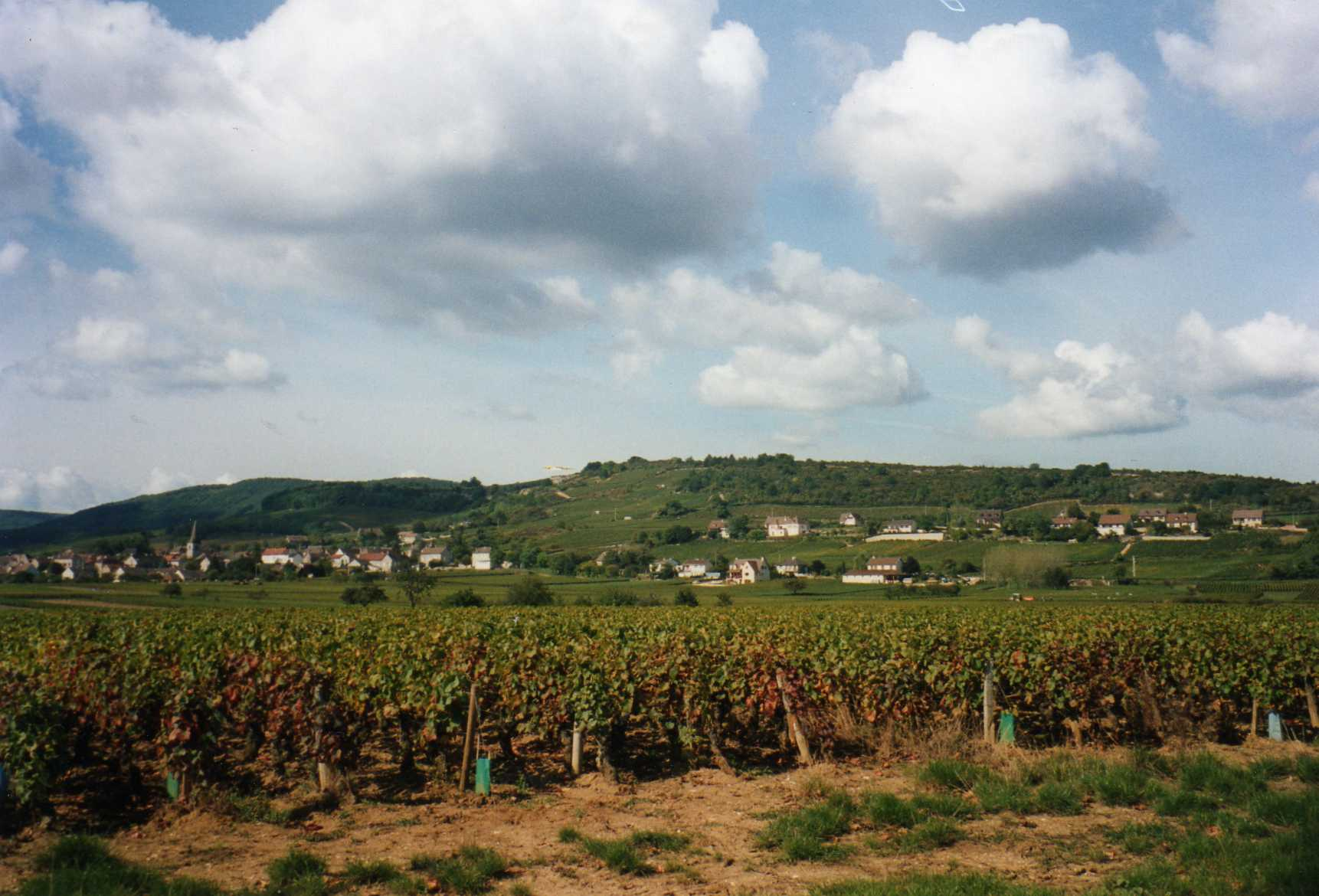
Vignoble de la côte chalonnaise : vue de Saint-Martin-sous-Montaigu.

Le vignoble de la côte chalonnaise est une zone étroite qui se situe dans le département de Saône-et-Loire, sur les coteaux à l'ouest et au sud de la ville de Chalon-sur-Saône.
Il s'agit d'une des subdivisions du vignoble de Bourgogne (avec la Basse-Bourgogne, la côte de Nuits, la côte de Beaune et le Mâconnais).
Elle se présente sous la forme d'îlots de vignobles plus ou moins séparés les uns des autres. Il s'étend au nord, de Chagny qui est à la limite avec la côte de Beaune jusqu'au sud, vers Saint-Gengoux-le-National et le vignoble du Mâconnais. Sa superficie est d'environ 4 000 hectares.

## Appellations

### Appellations communales
Du nord au sud :
- le bouzeron : 60 hectares[1], 100 % vins blancs en cépage aligoté mais pas de premier cru. À noter que c'est la seule appellation communale spécialisée dans ce cépage.
- Le rully : 340 hectares[1] : 217 hectares en vins blancs (chardonnay) et 127 hectares en vins rouges (pinot noir), dont 248 hectares en appellation communale (151 hectares en blancs et 97 en rouges) et 92 hectares en premier cru (66 hectares en blancs et 26 hectares en rouges).
- Le mercurey : 650 hectares[2] : 575 hectares en vins rouges (pinot noir) et 75 hectares en vins blancs (chardonnay), dont 435 hectares en appellation communale (375 hectares en rouges et 60 hectares en blancs) et 145 hectares en premier cru (135 hectares en rouges et 10 hectares en blancs).
- Le givry : 265 hectares[1] : 220 hectares en vins rouges (pinot noir) et 45 hectares en vins blancs (chardonnay), dont 155 hectares en appellation communale (120 hectares en rouges et 35 hectares en blancs) et 110 hectares en premier cru (100 hectares en rouges et 10 hectares en blancs).
- Le montagny : 301 hectares[3], exclusivement en vins blancs (chardonnay), dont 100 hectares en appellation communale et 200 hectares en premier cru.

### Appellations régionales
- Le bourgogne, blanc, rosé ou rouge, y compris les dénominations géographiques :
  - bourgogne côte-chalonnaise : 454,38 hectares avec 341,37 hectares en rouges et rosés (pinot noir) et 113,01 hectares en blancs (chardonnay)[4]. Sur 44 communes.
  - bourgogne-côtes-du-couchois : 250 hectares environ en vins rouges exclusivement[5]. Sur six communes.
- Le coteaux-bourguignons (ex bourgogne-ordinaire et bourgogne-grand-ordinaire) : rouge et rosé (pinot noir et gamay), blanc (chardonnay, aligoté et melon de Bourgogne).
- Le bourgogne aligoté.
- Le bourgogne-passe-tout-grains rouge ou rosé (assemblage de minimum 1/3 de pinot noir avec maximum 2/3 de gamay).
- Le crémant de Bourgogne (première catégorie : chardonnay et pinot noir (30 % minimum), deuxième catégorie : gamay (20 % maximum), aligoté et melon), seule ou assemblé.

## Géographie

### Climatologie
Le climat bourguignon est un climat tempéré océanique à légère tendance continentale. L'influence océanique se traduit par des pluies fréquentes en toutes saisons (avec néanmoins un maximum habituellement en automne et un minimum en été) et un temps changeant. L'influence semi-continentale se traduit par une amplitude thermique mensuelle plutôt élevée, se caractérisant par des hivers plus froids avec quelques chutes de neige, et des étés plus chauds que sur les littoraux, avec à l'occasion de violents orages.
Les données climatiques de la station météorologique de Rully (de 1989 à 2012, à 240 m d'altitude, 46° 51′ 59″ N, 4° 44′ 39″ E) ci-dessous en rendent compte.
| Mois                              | jan. | fév. | mars | avril | mai  | juin | jui. | août | sep. | oct. | nov. | déc. | année |
| --------------------------------- | ---- | ---- | ---- | ----- | ---- | ---- | ---- | ---- | ---- | ---- | ---- | ---- | ----- |
| Température minimale moyenne (°C) | 0,2  | 1    | 3,8  | 6,3   | 10,5 | 13,6 | 15,5 | 15,2 | 11,4 | 8    | 3,6  | 0,8  | 7,5   |
| Température moyenne (°C)          | 2,9  | 4,6  | 8,2  | 11,1  | 15,6 | 18,7 | 20,9 | 20,8 | 16,4 | 12,2 | 6,7  | 3,4  | 11,8  |
| Température maximale moyenne (°C) | 5,6  | 8,1  | 12,6 | 15,9  | 20,6 | 23,9 | 26,4 | 26,3 | 21,4 | 16,4 | 9,8  | 6    | 16,1  |
| Précipitations (mm)               | 61,4 | 55,5 | 51   | 61,8  | 74,6 | 59,5 | 67,1 | 65,2 | 64,6 | 79,8 | 81   | 66,4 | 787,9 |

| Diagramme climatique                                  |          |           |             |              |              |              |              |              |           |          |          |
| J                                                     | F        | M         | A           | M            | J            | J            | A            | S            | O         | N        | D        |
| 5,60,261,4                                            | 8,1155,5 | 12,63,851 | 15,96,361,8 | 20,610,574,6 | 23,913,659,5 | 26,415,567,1 | 26,315,265,2 | 21,411,464,6 | 16,4879,8 | 9,83,681 | 60,866,4 |
| Moyennes : • Temp. maxi et mini °C • Précipitation mm |          |           |             |              |              |              |              |              |           |          |          |

## Hiérarchie des prix
Le prix de vente des vignes produisant la dénomination bourgogne côte-chalonnaise est officiellement en 2023 de 35 000 euros l'hectare en moyenne (variant entre 15 000 et 40 000 €), soit proche des prix pour une appellation régionale produit en Saône-et-Loire, tel que le bourgogne ou le bourgogne aligoté (30 000 €/ha). Les cinq appellations communales sont bien plus chères, que ça soit en rouge (115 500 €/ha, variant de 45 000 à 200 000) ou en blanc (110 000 €/ha, variant de 50 000 à 200 000 ; c'est comparable aux prix des vignes dans les AOC du sud du Mâconnais, mais très inférieur à ceux des AOC de la côte d'Or.
Pour une comparaison entre les appellations, on peut aussi prendre les prix pratiqués en vrac officiellement pour le calcul des fermages en 2023, qui fournissent une hiérarchie :
- en rouge :
  - 76,39 €/hl pour du vin de France (VSIG) rouge ;
  - 282,91 €/hl pour du passe-tout-grains ;
  - 302,34 €/hl pour du coteaux-bourguignons ;
  - 526,19 €/hl pour du bourgogne rouge ;
  - 823,85 €/hl pour du givry rouge ;
  - 884,23 €/hl pour du rully rouge ;
  - 1 001,46 €/hl pour du mercurey rouge ;
- en blanc :
  - 87,32 €/hl pour du vin de France blanc ;
  - 312,97 €/hl pour du bourgogne aligoté ;
  - 366,12 €/hl pour du bouzeron ;
  - 402,62 €/hl pour du bourgogne blanc ;
  - 699,66 €/hl pour du montagny ;
  - 833,78 €/hl pour du givry rouge ;
  - 865,57 €/hl pour du rully blanc ;
  - 871,05 €/hl pour du montagny blanc 1er cru ;
  - 1 011,62 €/hl pour du mercurey blanc.

Les prix dans le commerce sont évidemment bien plus élevés, variant considérablement en fonction du nom du producteur.